# La Queue-en-Brie
La Queue-en-Brie ist eine französische Gemeinde mit 12.074 Einwohnern (Stand 1. Januar 2022) im Département Val-de-Marne in der Region Île-de-France; sie gehört zum Arrondissement Créteil und zum Kanton Plateau briard. Die Einwohner werden Caudaciens genannt. 

## Lage
La Queue-en-Brie ist die östlichste Gemeinde des Départements Val-de-Marne. Die Gemeinde liegt am südöstlichen Rand des Einzugsgebiets von Paris und wird vom Flüsschen Morbras durchquert, das zur Marne entwässert. 
Nachbargemeinden sind: Chennevières-sur-Marne im Nordwesten, Le Plessis-Trévise im Norden, Pontault-Combault im Osten, Lésigny im Südosten, Santeny im Süden, Sucy-en-Brie im Südwesten, sowie Noiseau und Ormesson-sur-Marne im Westen.

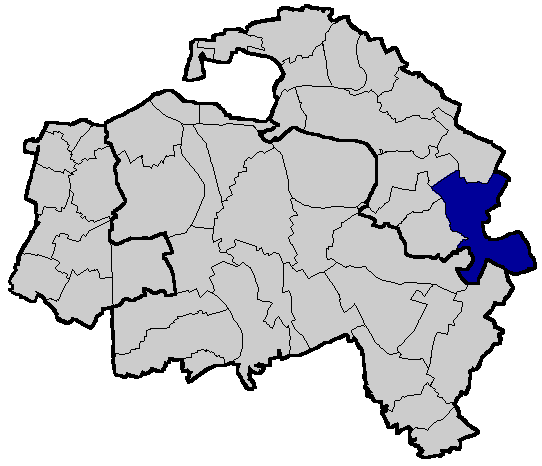
La Queue-en-Brie im Département Val-de-Marne
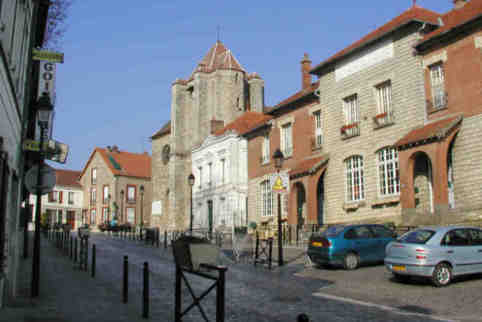
Ortsansicht

## Bevölkerungsentwicklung
| Jahr                             | 1962 | 1968  | 1975  | 1982  | 1990  | 1999   | 2011   | 2021   |
| -------------------------------- | ---- | ----- | ----- | ----- | ----- | ------ | ------ | ------ |
| Einwohner                        | 996  | 3.009 | 7.140 | 9.722 | 9.897 | 10.852 | 11.506 | 12.081 |
| Quelle: Cassini, EHESS und INSEE |      |       |       |       |       |        |        |        |

## Sehenswürdigkeiten
Siehe auch: Liste der Monuments historiques in La Queue-en-Brie
- Kirche aus dem 11./12. Jahrhundert